# 더 사이클: 프론티어
더 사이클: 프론티어(The Cycle: Frontier, 이전 명칭: 더 사이클)는 2022년에 야거 디벨롭먼트에서 개발 및 배급한 1인칭 슈팅 게임 비디오 게임이다. 야거는 이 게임을 "경쟁적인 퀘스트 슈터"라고 설명하며, 플레이어 대 환경과 플레이어 대 플레이어를 결합한 교차 장르인 "PvEvP"로 분류한다. 이 게임은 2019년 8월 앞서 해보기를 통해 마이크로소프트 윈도우로 출시되었으며, 2022년 6월 8일에 정식 출시되었다.
2023년 6월, 야거는 2023년 9월 27일에 게임 서버가 종료되어 더 이상 플레이할 수 없다고 발표했다.

## 게임플레이
더 사이클: 프론티어는 이스케이프 프롬 타르코프와 비교되는 플레이 스타일을 가진 1인칭 슈팅 게임이다. 성간 여행이 가능한 미래를 배경으로 하는 이 게임은 프로스펙트 스테이션이라는 우주 정거장에 사는 인간 그룹에 초점을 맞춘다. 플레이어는 프로스펙터, 즉 포르투나 III라는 위험한 행성에 착륙하는 임무를 맡은 용병의 역할을 맡는다. 플레이어는 추출 전에 서로 경쟁하고 용서받지 못할 환경과 싸우며 전리품을 수집하고 퀘스트를 완료해야 한다. 보험에 가입되지 않은 장비는 사망 시 영구적으로 손실된다. ICA(Independent Civilian Advisory), Osiris, Korolev의 세 주요 세력은 플레이어가 완료하기를 원하는 계약을 제공한다. 플레이어는 솔로, 듀오 또는 트리오로 드롭다운할 수 있으며, 게임 인스턴스는 6시간 지속된 후 새로고침된다.
더 사이클: 프론티어는 두 가지 맵으로 출시되었으며, 제작, 로드아웃 및 캐릭터 외형 커스터마이징, 배틀 패스 시스템을 포함한 기능이 있다.

## 개발
초기 개발 계획은 야거가 드레드노트 작업을 마친 직후 시작되었다. 더 사이클: 프론티어는 8개월 후 게임스컴 2018에서 공개되었다. 목표는 내러티브와 사회적 역학을 결합하는 것이었다. 2019년 8월 에픽게임즈 스토어에서 앞서 해보기로 출시되었다.
2020년 12월로 예정되었던 스팀 출시는 개발 계획 변경과 코로나19 범유행의 어려움으로 인해 2021년 초로 연기되었다.
2023년 6월, 야거는 더 사이클: 프론티어 서버가 2023년 9월 27일에 종료될 예정이라는 성명을 발표했다. 야거는 게임의 지속적인 지원이 "불행히도 재정적으로 불가능"했으며, "전용 백엔드 시스템"으로 인해 종료 후 게임이 오프라인이나 사설 서버에서 플레이할 수 없다고 밝혔다.

## 평가
더 사이클: 프론티어는 리뷰 애그리게이터 메타크리틱에 따르면 "혼합 또는 평균" 평가를 받았다. 이는 스팀 스토어 리뷰에서도 나타난다.
PC 게이머는 게임의 정형화된 디자인에 대해 불평하며, "어떤 종류의 내러티브 요소나 파괴적인 요소도 전혀 없고, 순간적인 보상도 거의 없으므로, 잠금 해제 목록만으로는 그러한 종류의 시간을 투자하도록 나를 강요할 수 없다"고 썼다.
Twitch에서 Summit1g가 플레이하면서 인기를 얻었다.
이 게임은 2022년 6월에 40,854명의 활성 플레이어 최고치를 기록했지만, 이후 수명 주기 동안 평균 플레이어 수가 서서히 감소했다.